# 찰스 윌리엄 모리스
찰스 윌리엄 모리스(영어: Charles William Morris, 1901년 콜로라도주 덴버에서 출생, 1979년 플로리다 겐스빌에서 사망)는 미국의 기호학자이자 철학자이다.
모리스는 시카고 대학에서 처음에는 심리학을 나중에는 철학을 공부했다. 그는 조지 미드의 충실한 제자였다. 30년대 초반부터 그는 시카고 대학 교수로 학생들을 가르쳤다. 모리스의 가장 중요한 미학적 소논문인 미학과 기호 이론(1939년)은 강령적인 기호학 논문 기호 이론의 토대(1938년)를 미학 문제에 적용시킨 글이다. 가치와 행동 이론 요소들이 풍부하게 들어있는 그의 기호 이론을 모리스는 기호, 언어 그리고 행동(1946년)과 의미작용과 의미(1946년) 같은 글에서 계속적으로 발전시켰다.

## 미학
모리스의 소논문 미학과 기호 이론(1939년)은 기호학적 미학의 형성에 결정인 자극을 주었으며, 이후의 기호학적-미학적 연구에 지속적인 영향을 끼쳤다. 기호학은 인간의 모든 기호 행위를 조사하기 때문에 모리스는 미학을 기호학의 한 분야로 이해한다. 따라서 그의 주요 관심사는 광범위한 미학 이론을 만드는 것이 아니라 기호 이론의 토대에서 발전된 수단들의 응용 가능성을 예를 통해서 보여주고 있다. 미학 논문에서 미학적 숙고를 위한 출발점은 기호 이론의 토대에서 발전된 3 단계의 기호 과정의 모형이다. 물리적 기호 담지체(혹은 기호)는 지시 대상의 부류 혹은 이런 부류의 구체적 요소를 가리킨다. 그리고 해석자들에게서 지시 대상의 메모 효과를 유발시킨다(해석자들). 기호 과정의 3가지 차원과 구문론, 의미론 그리고 화용론의 기호학적 조사 분야가 연관을 맺고 있다. 어느 한 예술 작품은 여러 개의 개별 기호로 이루어진 복잡한 미학 기호이고 그것은 두 가지 추가적 측면에 의해서 특징지어진다. 1. 작품은 도상적 기호이다, 즉 그것은 구체적 요소와 유사성을 보여준다. 2. 그것은 가치를 규정한다.

### 도상적 특성
미학 기호의 도상적 특성은 커다란 크기의 문제이고, 그 특성은 기호 담지체가 구체적 요소와 총체적으로 유사한 상태에서부터 일련의 구체적 요소를 허용하는 커다란 보편성을 지닌 규정화에 이르기까지 넓게 걸쳐있다 (예를 들면 추상 미술에서 그렇다). 도상적 기호를 인식한다는 것은 직접적인 동시에 간접적으로 지시 대상에 주의를 기울인다는 것을 의미하는 것이다, 기호 담지체가 유사성에 근거해서 지시 대상 뒤편으로 물러서는 경우에는 직접적이 된다(구상 회화에서처럼 구체적 요소가 직접적으로 인식된다). 그리고 기호 자체인 도상적 기호가 매개의 과정을 일으키기 때문에(구체적 요소가 기호를 수단으로 해서 지적된다) 간접적이 된다. 구체적 요소와의 연관 관계가 기호 담지체의 물질적 유사성을 통해서 생겨나기 때문에, 기호의 담지체는 항상 도상적 기호의 구체적 요소 가운데에 있다. 어쩌면 그것이 유일한 담지체일 수도 있다. 미학 기호는 그것으로써 자기 자신을 가리킨다(자기 지시성). 기호 담지체로 주의가 쏠리는 것은 미학적 환영의 단절로, 구체적 요소의 일체화로 (말하자면 기호 담지체 그리고 기호 담지체와 구체적 요소 사이의 차이점에 대한 강조로) 귀결된다. 기호, 언어 그리고 행동(1946년)에서 모리스는 도상적 특성을 상당히 약화시켰기 때문에, 가치에 따라서 기호를 사용하는 것(예술 작품 속에 구체화된 가치에 대한 긍정적 태도를 수용자에게서 불러일으키려는 기호 생산자의 의도)만이 기호가 지닌 도상적 특성이 아니라, 그것이 미학 기호로서 기능할 것인가 하는 문제에 결정적으로 중요하다.

### 가치
페리 그리고 미드와 관련을 맺고 있는 모리스의 말을 따르자면 가치는 해석자가 지닌 관심과의 상호 관계 속에서만 존재하는 사물 혹은 상황의 특성이다. 해석자의 관심을 만족시키는 방식으로 줄거리를 완결시키는 특징이다. (그 결과 예를 들면 식품은 허기와의 관계 속에서만 가치를 지닌다) 가치는 대상적이다(즉 대상에 주어진 것이다) 그리고 (주체의 관심과 연관되어서) 상대적이다. 미학 영역에서 가치는 행동주의적인 면에서 개별적이고 개인적 선호태도, 즉 예술 작품에 대한 수용자의 반응으로 묘사될 수 있다. 이 때 미학 기호의 예술적 특성을 평가하는 것이 중요한 것이 아니다.

### 미학적 인식
복잡한 미학 기호(예술 작품)는 부분적 기호들로 이루어진 단단한 그물망으로 인식되고, 각각의 역사적 기대 지평을 배경으로 삼아 수용된다. 해석자는 수용과정에서 능동적 역할을 맡는다, 왜냐하면 그는 상대를 가리키는 개별 기호들을 서로 연결시키고 미학적 기호의 전체 해석을 구성하기 때문이다. 개별 기호들은 예를 들면 음악에서는 특정한 음의 연속이고, 회화에서는 선 처리와 채색이고, 문학에서는 운율, 은유 사용, 소재 사용 등을 말한다. 모리스는 예술과 비예술 사이의 인식을 변화시키는 상대적 경계에 특별한 가치를 부여한다. 예술 작품은 기호이고 이 기호는 기호의 과정 속에서만 존재하기 때문에 미학적 인식의 과정 속에서만 예술 작품으로 기능한다. 모든 것이 미학적 인식의 대상이 될 수 있으며 하나의 기호 담지체에 각자 다른 해석자에 의해서 서로 다른 지시 내용이 부여될 수 있다는 결론이 그것에서부터 생겨난다. 기호 담지체, 지시 내용 그리고 해석자라는 요소들은 관계적이며 미학적 기호론에서는 처음부터 고정되어 있는 특성이 아니다. 그것으로써 모리스는 서로 다른 해석들과 각각의 역사적 이해에 근거해서 미학적 기호의 실용적 변화 가능성을 쫓는다.

## 문맥
모리스의 공적은 빈 학파 출신의 이주민에 의해서 미국에서 널리 퍼진 논리적 경험주의와 미드와 듀이로 대표되는 행동 이론과 가치 이론(실용주의의 시카고학파), 그리고 퍼스의 전통 선상에 있는 기호학을 통합한 것에 있다. 그의 목표는 초경험적 영역에서 새롭게 통합된 이 같은 기호학을 모든 학문의 기본 도구로 만드는 것이었다. 그 도구는 기호 개념을 설명하고 모든 다른 학문이 사용할 수 있도록 준비하고 그것으로써 인문 과학과 정밀과학의 통합을 촉진시킨다(통일 학문의 사고이다). 다른 한편으로 기호학은 모든 종류의 기호 과정을 조사하는 객관적 학문이어야만 한다. 이런 강령 위에서 계획된 모든 학문의 백과사전은 (통합학문의 국제 백과사전)은 결코 완성되지 않았다.

## 수용
모리스는 20세기 기호학에서 가장 중요한 영향력을 발휘한 대표자로 간주된다. 영화 분석, 텔레비전 분석, 광고 분석, 건축 분석이 삼차원적 기호 과정이라는 그의 생각과 언어학적, 정보 소통적 학문 위에 토대를 두고 있다. 미학 기호의 구조와 수용에 대한 그의 혁신적 통찰력과 기호학적 미학적 개념을 체계적으로 발전시킨 것은 전문 용어를 만들어내면서도 비판적 대결과 지속적 발전을 이루도록 자극한다(예를 들면 신비평가 테이트와 랜섬이 그런 경우다). 그의 미학은 특별히 이탈리아 기호학파에 영향을 끼쳤다(에코, 로시란디와 피오르도).

## 저서
- Foundation of the Theory of Signs, Chicago 1938(dt. München 1972, Frankfurt am Main 1988).
- Esthetics and the Theory of Signs, in: Erkenntnis(=The Journal of Unified Science) 8 (1939) S. 131-150(dt. München 1972, Frankfurt am Main 1988).
- Science, Art, and Technology, in: Kenyon Review I (1939) S. 404-423.
- Signs, Language, and Behavior, englewood Cliffs, N. J., 1946(dt. Düsseldorf 1973).
- Signs about Signs about Signs, in: Philosophy and Phenomenological Research 9 (1948) S. 115-133 (dt. in: Zeichen, Wert, Ästhetik, hg. Von A. Eschbach, Frankfurt am Main 1975, S. 159-192).
- Signification and Significance, Cambridge, Mass., 1964(dt. in: Zeichen, Wert, Ästhetik, hg. Von A. Eschbach, Frankfurt am Main 1975, S.193-319).
- Zus. Mit D. J. Hamilton): Aesthetics, Signs and Icons, in: Philosophy and Phenomenological Research 25 (1964/65) S. 356-364 (dt. in: Zeichen, Wert, Ästhetik, hg. Von A. Eschbach, Frankfurt am Main 1975, S.320-333).

## 같이 보기
- 미국 철학

## 참고 문헌
- J. C. Ransom, The New Criticism, Norfolk 1941. A. Tate, Literature as Knowledge, in: Reason in Madness, New York 1941.
- U. Eco, Einführung in die Semiotik, München 1972.
- F. Rossi-Landi, Semiotik, Ästhetik und Ideologie, München 1976.
- R. Fiordo, C. Morris and the Criticism of Discourse, Bloomington 1977.
- A. Eschbach(Hg.), Zeichen über Zeichen, 15 Studien über C. Morris, Tübingen 1981.
- R. Posner, C. Morris und die verhaltenstheoretische Grundlegung der Semiotik, in: Zeichen, 15 Studien über C. Morris, Tübingen 1981, S. 175-214.
- W. Stiner, Ein Fall unklaren Denkens: Der Neokritizismus versus C. Morris, in: Zeichen, 15 Studien über C. Morris, Tübingen 1981, S. 299-314